# Torneo Apertura 2025 (Colombia)
El Torneo Apertura 2025 (conocido como Liga BetPlay Dimayor 2025-I por motivos de patrocinio) fue la centésima (100.a) edición de la Categoría Primera A del fútbol profesional colombiano, siendo el primer torneo de la temporada 2025. Inició el 24 de enero y terminó el 29 de junio.
Santa Fe fue el campeón de este torneo, ganando su décimo título de liga luego de vencer al Independiente Medellín en la final por un marcador global de 2:1, al empatar sin goles en el partido de ida jugado en Bogotá y ganar el partido de vuelta jugado en Medellín.

## Sistema de juego
El sistema de juego para los torneos de la temporada 2025 se estableció el 16 de diciembre de 2024 en asamblea extraordinaria de la Dimayor, en la cual se decidió mantener el formato de competencia utilizado en la temporada anterior, con el regreso de la fecha de clásicos de la fase todos contra todos que no se disputó en los torneos de 2024. En ese orden de ideas, el torneo se jugó en un sistema de tres fases: en la primera los equipos jugaron 20 fechas todos contra todos, donde los ocho primeros equipos de la tabla de posiciones al final de las 20 jornadas clasificaron a la siguiente fase (Cuadrangulares semifinales) que consistió en dos grupos de cuatro equipos en los que se disputaron seis fechas de ida y vuelta, los cuales fueron encabezados por los dos primeros equipos de la fase todos contra todos. Los equipos ganadores de cada cuadrangular clasificaron a la final con partidos de ida y vuelta para definir el campeón del torneo que clasificó a la Copa Libertadores y la Superliga de 2026.
Para esta temporada volvió la fecha de clásicos, quedando las parejas establecidas por la Dimayor de esta manera:
- Santa Fe vs. Millonarios (Clásico capitalino)
- América de Cali vs. Deportivo Cali (Clásico vallecaucano)
- Atlético Nacional vs. Independiente Medellín (Clásico paisa)
- Once Caldas vs. Deportivo Pereira (Clásico del Eje Cafetero)
- Junior vs. Unión Magdalena (Clásico costeño)
- Envigado F. C. vs. Águilas Doradas (Clásico joven de Antioquia)
- La Equidad vs. Fortaleza CEIF (Clásico joven de Bogotá)
- Boyacá Chicó vs. Deportivo Pasto
- Deportes Tolima vs. Llaneros
- Alianza Valledupar vs. Atlético Bucaramanga

## Equipos participantes

### Relevo anual de clubes
| Ascendidos a la Primera A                                                                                    |
| --- |
| Unión Magdalena (Campeón de la Primera B 2024)                                                               |
| Llaneros (Subcampeón de la Primera B 2024 y 1.er puesto de la tabla de reclasificación de la Primera B 2024) |

| Descendidos a la Primera B                                 |
| ---------------------------------------------------------- |
| Patriotas (Peor promedio acumulado en la Primera A)        |
| Jaguares (Segundo peor promedio acumulado en la Primera A) |

### Datos de los clubes
- Para este torneo Águilas Doradas regresó al municipio de Rionegro (Antioquia), al no ser renovado el convenio con la Alcaldía de Sincelejo que le permitió jugar el torneo anterior en el estadio Arturo Cumplido Sierra de esta ciudad.[7]
- Atlético Bucaramanga jugó algunos partidos como local en el estadio Álvaro Gómez Hurtado de Floridablanca por obras de adecuación en su estadio habitual, el estadio Américo Montanini, con miras a la participación del cuadro leopardo en la Copa Libertadores 2025.[8]
- Alianza F. C. cambió su denominación a Alianza Valledupar con el objetivo de generar mayor sentido de pertenencia.[9]

| Equipo                 | Entrenador            | Ciudad                    | Estadio                                | Aforo         |
| ---------------------- | --------------------- | ------------------------- | -------------------------------------- | ------------- |
| Águilas Doradas        | Jhan Carlos López (E) | Rionegro                  | Alberto Grisales                       | 14 000        |
| Alianza Valledupar     | Hubert Bodhert        | Valledupar                | Armando Maestre Pavajeau               | 11 500        |
| América de Cali        | Jorge da Silva        | Cali                      | Olímpico Pascual Guerrero              | 37 899        |
| Atlético Bucaramanga   | Leonel Álvarez        | Bucaramanga Floridablanca | Américo Montanini Álvaro Gómez Hurtado | 25 000 12 000 |
| Atlético Nacional      | Javier Gandolfi       | Medellín                  | Atanasio Girardot                      | 46 000        |
| Boyacá Chicó           | Flabio Torres         | Tunja                     | La Independencia                       | 20 630        |
| Deportes Tolima        | Ismael Rescalvo       | Ibagué                    | Manuel Murillo Toro                    | 28 100        |
| Deportivo Cali         | Alfredo Arias         | Palmira                   | Deportivo Cali                         | 44 000        |
| Deportivo Pasto        | Camilo Ayala          | Pasto                     | Departamental Libertad                 | 18 000        |
| Deportivo Pereira      | Rafael Dudamel        | Pereira                   | Hernán Ramírez Villegas                | 30 290        |
| Envigado F. C.         | Andrés Orozco         | Envigado                  | Polideportivo Sur                      | 14 000        |
| Fortaleza CEIF         | Sebastián Oliveros    | Bogotá                    | Metropolitano de Techo                 | 10 000        |
| Independiente Medellín | Alejandro Restrepo    | Medellín                  | Atanasio Girardot                      | 46 000        |
| Junior                 | César Farías          | Barranquilla              | Metropolitano Roberto Meléndez         | 46 690        |
| La Equidad             | Juan Mahecha (E)      | Bogotá                    | Metropolitano de Techo                 | 10 000        |
| Llaneros               | José Luis García      | Villavicencio             | Bello Horizonte - Rey Pelé             | 18 000        |
| Millonarios            | David González        | Bogotá                    | Nemesio Camacho El Campín              | 36 340        |
| Once Caldas            | Hernán Darío Herrera  | Manizales                 | Palogrande                             | 28 678        |
| Santa Fe               | Jorge Bava            | Bogotá                    | Nemesio Camacho El Campín              | 36 340        |
| Unión Magdalena        | Alexis García         | Santa Marta               | Sierra Nevada                          | 16 000        |

#### Cambio de entrenadores
| Equipo               | Entrenador saliente                     | Fecha de salida         | Reemplazado por                         | Fecha de llegada        |
| Pretemporada         | Pretemporada                            | Pretemporada            | Pretemporada                            | Pretemporada            |
| -------------------- | --------------------------------------- | ----------------------- | --------------------------------------- | ----------------------- |
| Deportivo Cali       | Sergio Herrera                          | 14 de noviembre de 2024 | Alfredo Arias                           | 20 de octubre de 2024   |
| Águilas Doradas      | Juan Pablo Buch                         | 21 de noviembre de 2024 | Pedro Depablos                          | 17 de diciembre de 2024 |
| Atlético Bucaramanga | Rafael Dudamel                          | 27 de noviembre de 2024 | Gustavo Florentín                       | 18 de diciembre de 2024 |
| Deportivo Pasto      | Gustavo Florentín                       | 13 de diciembre de 2024 | Camilo Ayala                            | 30 de diciembre de 2024 |
| Llaneros             | Pedro Depablos                          | 16 de diciembre de 2024 | Jaime de la Pava                        | 16 de diciembre de 2024 |
| Millonarios          | Alberto Gamero                          | 31 de diciembre de 2024 | David González                          | 4 de enero de 2025      |
| Deportes Tolima      | David González                          | 31 de diciembre de 2024 | Ismael Rescalvo                         | 4 de enero de 2025      |
| Atlético Nacional    | Efraín Juárez                           | 14 de enero de 2025     | Javier Gandolfi                         | 20 de enero de 2025     |
| Temporada            |                                         |                         |                                         |                         |
| La Equidad           | Alexis García                           | 22 de febrero de 2025   | Juan Mahecha (E)                        | 22 de febrero de 2025   |
| Boyacá Chicó         | Juan Carlos Álvarez                     | 23 de febrero de 2025   | Roberto Torres                          | 23 de febrero de 2025   |
| Santa Fe             | Pablo Peirano                           | 26 de febrero de 2025   | Francisco López (E) Róbinson Zapata (E) | 26 de febrero de 2025   |
| La Equidad           | Juan Mahecha (E)                        | 5 de marzo de 2025      | John Jairo Bodmer                       | 5 de marzo de 2025      |
| Llaneros             | Jaime de la Pava                        | 9 de marzo de 2025      | José Luis García                        | 9 de marzo de 2025      |
| Unión Magdalena      | Jorge Luis Pinto                        | 12 de marzo de 2025     | Alexis García                           | 13 de marzo de 2025     |
| Atlético Bucaramanga | Gustavo Florentín                       | 14 de marzo de 2025     | Andrey Moreno (E)                       | 14 de marzo de 2025     |
| Águilas Doradas      | Pedro Depablos                          | 21 de marzo de 2025     | Gustavo Florentín                       | 22 de marzo de 2025     |
| Atlético Bucaramanga | Andrey Moreno (E)                       | 23 de marzo de 2025     | Leonel Álvarez                          | 22 de marzo de 2025     |
| Santa Fe             | Francisco López (E) Róbinson Zapata (E) | 30 de marzo de 2025     | Jorge Bava                              | 27 de marzo de 2025     |
| Deportivo Pereira    | Luis Fernando Suárez                    | 2 de abril de 2025      | Jorge Enrique Patiño (E)                | 3 de abril de 2025      |
| Deportivo Pereira    | Jorge Enrique Patiño (E)                | 9 de abril de 2025      | Rafael Dudamel                          | 9 de abril de 2025      |
| Boyacá Chicó         | Roberto Torres                          | 21 de abril de 2025     | Flabio Torres                           | 24 de abril de 2025     |
| Águilas Doradas      | Gustavo Florentín                       | 23 de abril de 2025     | Jhan Carlos López (E)                   | 23 de abril de 2025     |
| La Equidad           | John Jairo Bodmer                       | 12 de mayo de 2025      | Juan Mahecha (E)                        | 12 de mayo de 2025      |

### Localización
| Antioquia       | 4 | Águilas Doradas, Atlético Nacional, Envigado F. C. e Independiente Medellín | Junior Unión Bucaramanga Alianza Medellín Envigado Águilas Chicó Once Pereira Bogotá Llaneros Tolima Cali América Pasto Equipos de Bogotá: · Fortaleza CEIF · La Equidad · Millonarios · Santa Fe Equipos de Medellín: · Atlético Nacional · Independiente Medellín |
| Bogotá, D. C.   | 4 | Fortaleza CEIF, La Equidad, Millonarios y Santa Fe                          | Junior Unión Bucaramanga Alianza Medellín Envigado Águilas Chicó Once Pereira Bogotá Llaneros Tolima Cali América Pasto Equipos de Bogotá: · Fortaleza CEIF · La Equidad · Millonarios · Santa Fe Equipos de Medellín: · Atlético Nacional · Independiente Medellín |
| Valle del Cauca | 2 | América de Cali y Deportivo Cali                                            | Junior Unión Bucaramanga Alianza Medellín Envigado Águilas Chicó Once Pereira Bogotá Llaneros Tolima Cali América Pasto Equipos de Bogotá: · Fortaleza CEIF · La Equidad · Millonarios · Santa Fe Equipos de Medellín: · Atlético Nacional · Independiente Medellín |
| Atlántico       | 1 | Junior                                                                      | Junior Unión Bucaramanga Alianza Medellín Envigado Águilas Chicó Once Pereira Bogotá Llaneros Tolima Cali América Pasto Equipos de Bogotá: · Fortaleza CEIF · La Equidad · Millonarios · Santa Fe Equipos de Medellín: · Atlético Nacional · Independiente Medellín |
| Boyacá          | 1 | Boyacá Chicó                                                                | Junior Unión Bucaramanga Alianza Medellín Envigado Águilas Chicó Once Pereira Bogotá Llaneros Tolima Cali América Pasto Equipos de Bogotá: · Fortaleza CEIF · La Equidad · Millonarios · Santa Fe Equipos de Medellín: · Atlético Nacional · Independiente Medellín |
| Caldas          | 1 | Once Caldas                                                                 | Junior Unión Bucaramanga Alianza Medellín Envigado Águilas Chicó Once Pereira Bogotá Llaneros Tolima Cali América Pasto Equipos de Bogotá: · Fortaleza CEIF · La Equidad · Millonarios · Santa Fe Equipos de Medellín: · Atlético Nacional · Independiente Medellín |
| Cesar           | 1 | Alianza Valledupar                                                          | Junior Unión Bucaramanga Alianza Medellín Envigado Águilas Chicó Once Pereira Bogotá Llaneros Tolima Cali América Pasto Equipos de Bogotá: · Fortaleza CEIF · La Equidad · Millonarios · Santa Fe Equipos de Medellín: · Atlético Nacional · Independiente Medellín |
| Magdalena       | 1 | Unión Magdalena                                                             | Junior Unión Bucaramanga Alianza Medellín Envigado Águilas Chicó Once Pereira Bogotá Llaneros Tolima Cali América Pasto Equipos de Bogotá: · Fortaleza CEIF · La Equidad · Millonarios · Santa Fe Equipos de Medellín: · Atlético Nacional · Independiente Medellín |
| Meta            | 1 | Llaneros                                                                    | Junior Unión Bucaramanga Alianza Medellín Envigado Águilas Chicó Once Pereira Bogotá Llaneros Tolima Cali América Pasto Equipos de Bogotá: · Fortaleza CEIF · La Equidad · Millonarios · Santa Fe Equipos de Medellín: · Atlético Nacional · Independiente Medellín |
| Nariño          | 1 | Deportivo Pasto                                                             | Junior Unión Bucaramanga Alianza Medellín Envigado Águilas Chicó Once Pereira Bogotá Llaneros Tolima Cali América Pasto Equipos de Bogotá: · Fortaleza CEIF · La Equidad · Millonarios · Santa Fe Equipos de Medellín: · Atlético Nacional · Independiente Medellín |
| Risaralda       | 1 | Deportivo Pereira                                                           | Junior Unión Bucaramanga Alianza Medellín Envigado Águilas Chicó Once Pereira Bogotá Llaneros Tolima Cali América Pasto Equipos de Bogotá: · Fortaleza CEIF · La Equidad · Millonarios · Santa Fe Equipos de Medellín: · Atlético Nacional · Independiente Medellín |
| Santander       | 1 | Atlético Bucaramanga                                                        | Junior Unión Bucaramanga Alianza Medellín Envigado Águilas Chicó Once Pereira Bogotá Llaneros Tolima Cali América Pasto Equipos de Bogotá: · Fortaleza CEIF · La Equidad · Millonarios · Santa Fe Equipos de Medellín: · Atlético Nacional · Independiente Medellín |
| Tolima          | 1 | Deportes Tolima                                                             | Junior Unión Bucaramanga Alianza Medellín Envigado Águilas Chicó Once Pereira Bogotá Llaneros Tolima Cali América Pasto Equipos de Bogotá: · Fortaleza CEIF · La Equidad · Millonarios · Santa Fe Equipos de Medellín: · Atlético Nacional · Independiente Medellín |

## Todos contra todos

### Clasificación
|                                           | Equipo                 | Puntos | PJ | PG | PE | PP | GF | GC | GFV | DG  |
| ----------------------------------------- | ---------------------- | ------ | -- | -- | -- | -- | -- | -- | --- | --- |
| 1                                         | América de Cali        | 39     | 20 | 11 | 6  | 3  | 29 | 12 | 9   | 17  |
| 2                                         | Millonarios            | 38     | 20 | 11 | 5  | 4  | 30 | 17 | 16  | 13  |
| 3                                         | Junior                 | 37     | 20 | 10 | 7  | 3  | 26 | 16 | 12  | 10  |
| 4                                         | Deportes Tolima        | 36     | 20 | 10 | 6  | 4  | 30 | 19 | 14  | 11  |
| 5                                         | Atlético Nacional      | 35     | 20 | 10 | 5  | 5  | 37 | 21 | 12  | 16  |
| 6                                         | Santa Fe               | 33     | 20 | 9  | 6  | 5  | 28 | 23 | 14  | 5   |
| 7                                         | Once Caldas            | 33     | 20 | 10 | 3  | 7  | 26 | 22 | 8   | 4   |
| 8                                         | Independiente Medellín | 32     | 20 | 8  | 8  | 4  | 19 | 11 | 6   | 8   |
| 9                                         | Atlético Bucaramanga   | 29     | 20 | 8  | 5  | 7  | 24 | 20 | 12  | 4   |
| 10                                        | Alianza Valledupar     | 29     | 20 | 8  | 5  | 7  | 23 | 21 | 7   | 2   |
| 11                                        | Deportivo Pasto        | 29     | 20 | 8  | 5  | 7  | 20 | 20 | 4   | 0   |
| 12                                        | Deportivo Pereira      | 28     | 20 | 7  | 7  | 6  | 22 | 21 | 9   | 1   |
| 13                                        | Deportivo Cali         | 24     | 20 | 5  | 9  | 6  | 14 | 17 | 4   | -3  |
| 14                                        | Águilas Doradas        | 21     | 20 | 4  | 9  | 7  | 17 | 19 | 8   | -2  |
| 15                                        | Llaneros               | 20     | 20 | 6  | 2  | 12 | 20 | 28 | 10  | -8  |
| 16                                        | Fortaleza CEIF         | 20     | 20 | 5  | 5  | 10 | 15 | 25 | 5   | -10 |
| 17                                        | Boyacá Chicó           | 20     | 20 | 4  | 8  | 8  | 14 | 31 | 6   | -17 |
| 18                                        | Envigado F. C.         | 18     | 20 | 5  | 3  | 12 | 16 | 29 | 7   | -13 |
| 19                                        | Unión Magdalena        | 11     | 20 | 1  | 8  | 11 | 14 | 30 | 7   | -16 |
| 20                                        | La Equidad             | 10     | 20 | 2  | 4  | 14 | 13 | 35 | 5   | -22 |
| Fuente: Dimayor; actualización automática |                        |        |    |    |    |    |    |    |     |     |

     Cuadrangulares semifinales.

#### Evolución de la clasificación
| Equipo                 | Jornada | Jornada | Jornada | Jornada | Jornada | Jornada | Jornada | Jornada | Jornada | Jornada | Jornada | Jornada | Jornada | Jornada | Jornada | Jornada | Jornada | Jornada | Jornada | Jornada |
| Equipo                 | 1       | 2       | 3       | 4       | 5       | 6       | 7       | 8       | 9       | 10      | 11      | 12      | 13      | 14      | 15      | 16      | 17      | 18      | 19      | 20      |
| ---------------------- | ------- | ------- | ------- | ------- | ------- | ------- | ------- | ------- | ------- | ------- | ------- | ------- | ------- | ------- | ------- | ------- | ------- | ------- | ------- | ------- |
| América de Cali        | 3       | 1       | 2       | 4       | 3       | 3       | 2       | 3       | 3       | 5       | 1       | 4       | 4       | 4       | 5       | 4       | 1       | 2       | 1       | 1       |
| Millonarios            | 14      | 8       | 5       | 5       | 8       | 7       | 4       | 6       | 5       | 8       | 4       | 1       | 1       | 2       | 4       | 2       | 4       | 3       | 4       | 2       |
| Junior                 | 13      | 12      | 13      | 6       | 4       | 9       | 7       | 4       | 4       | 4       | 3       | 2       | 2       | 3       | 1       | 3       | 3       | 4       | 5       | 3       |
| Deportes Tolima        | 2       | 4       | 4       | 3       | 6       | 8       | 10      | 9       | 9       | 7       | 7       | 6       | 6       | 6       | 7       | 6       | 7       | 5       | 2       | 4       |
| Atlético Nacional      | 1       | 2       | 1       | 1       | 2       | 5       | 3       | 2       | 2       | 1       | 5       | 3       | 3       | 1       | 2       | 1       | 2       | 1       | 3       | 5       |
| Santa Fe               | 4       | 5       | 7       | 7       | 11      | 14      | 9       | 8       | 7       | 3       | 2       | 5       | 5       | 7       | 6       | 7       | 6       | 6       | 6       | 6       |
| Once Caldas            | 20      | 10      | 6       | 8       | 5       | 2       | 6       | 11      | 11      | 11      | 10      | 10      | 10      | 8       | 10      | 9       | 8       | 8       | 8       | 7       |
| Independiente Medellín | 6       | 3       | 3       | 2       | 1       | 1       | 1       | 1       | 1       | 2       | 6       | 7       | 7       | 5       | 3       | 5       | 5       | 7       | 7       | 8       |
| Atlético Bucaramanga   | 18      | 20      | 20      | 20      | 20      | 20      | 19      | 17      | 17      | 14      | 11      | 11      | 11      | 11      | 11      | 11      | 13      | 13      | 10      | 9       |
| Alianza Valledupar     | 9       | 13      | 14      | 16      | 16      | 13      | 11      | 10      | 10      | 10      | 12      | 14      | 12      | 12      | 12      | 13      | 11      | 10      | 11      | 10      |
| Deportivo Pasto        | 19      | 19      | 18      | 11      | 9       | 6       | 8       | 7       | 6       | 6       | 8       | 9       | 9       | 10      | 9       | 10      | 9       | 9       | 9       | 11      |
| Deportivo Pereira      | 17      | 15      | 19      | 18      | 19      | 16      | 16      | 14      | 12      | 12      | 13      | 12      | 13      | 13      | 13      | 12      | 12      | 11      | 12      | 12      |
| Deportivo Cali         | 10      | 6       | 10      | 10      | 7       | 4       | 5       | 5       | 8       | 9       | 9       | 8       | 8       | 9       | 8       | 8       | 10      | 12      | 13      | 13      |
| Águilas Doradas        | 8       | 11      | 12      | 15      | 15      | 17      | 17      | 18      | 19      | 18      | 17      | 18      | 18      | 18      | 18      | 18      | 18      | 18      | 16      | 14      |
| Llaneros               | 16      | 7       | 8       | 9       | 12      | 15      | 12      | 13      | 14      | 16      | 14      | 11      | 14      | 14      | 16      | 16      | 15      | 16      | 18      | 15      |
| Fortaleza CEIF         | 12      | 16      | 9       | 12      | 10      | 11      | 14      | 15      | 15      | 15      | 16      | 17      | 17      | 15      | 14      | 15      | 16      | 14      | 14      | 16      |
| Boyacá Chicó           | 5       | 9       | 11      | 14      | 14      | 12      | 13      | 12      | 13      | 13      | 15      | 15      | 15      | 16      | 17      | 17      | 17      | 17      | 15      | 17      |
| Envigado F. C.         | 11      | 17      | 16      | 13      | 13      | 10      | 15      | 16      | 16      | 17      | 18      | 16      | 16      | 17      | 15      | 14      | 14      | 15      | 17      | 18      |
| Unión Magdalena        | 15      | 18      | 17      | 17      | 17      | 18      | 18      | 19      | 18      | 19      | 19      | 19      | 20      | 19      | 20      | 20      | 20      | 20      | 20      | 19      |
| La Equidad             | 7       | 14      | 15      | 19      | 18      | 19      | 20      | 20      | 20      | 20      | 20      | 20      | 19      | 20      | 19      | 19      | 19      | 19      | 19      | 20      |

1. 1 2  El partido Águilas Doradas vs. América de Cali por la cuarta (4ª) fecha fue aplazado y se jugó el 30 de abril, días antes de la disputa de la decimoséptima (17ª) fecha.
2. 1 2  El partido América de Cali vs. Boyacá Chicó por la decimoctava (18ª) fecha fue adelantado y se jugó el 27 de marzo, días antes de la disputa de la undécima (11ª) fecha.
3. 1 2  El partido Unión Magdalena vs. Millonarios por la primera (1ª) fecha fue suspendido y se jugó el 20 de febrero, días antes de la disputa de la sexta (6ª) fecha.
4. 1 2  El partido Millonarios vs. Deportivo Pereira por la decimoquinta (15ª) fecha fue aplazado y se jugó el 8 de mayo, días antes de la disputa de la decimoctava (18ª) fecha.
5. 1 2  El partido Millonarios vs. Santa Fe por la decimoséptima (17ª) fecha fue adelantado y se jugó el 26 de marzo, días antes de la disputa de la undécima (11ª) fecha.
6. 1 2  El partido Atlético Nacional vs. Deportes Tolima por la quinta (5ª) fecha fue aplazado y se jugó el 19 de marzo, días antes de la disputa de la décima (10ª) fecha.
7. 1 2  El partido Independiente Medellín vs. Deportes Tolima por la decimotercera (13ª) fecha fue aplazado y se jugó el 15 de mayo, días antes de la disputa de la decimonovena (19ª) fecha.
8. 1 2  El partido Santa Fe vs. Atlético Bucaramanga por la sexta (6ª) fecha fue aplazado y se jugó el 19 de marzo, días antes de la disputa de la décima (10ª) fecha.
9. 1 2  El partido Llaneros vs. Santa Fe por la decimoquinta (15ª) fecha fue aplazado y se jugó el 30 de abril, días antes de la disputa de la decimoséptima (17ª) fecha.
10. 1 2  El partido Envigado F. C. vs. Once Caldas por la undécima (11ª) fecha fue aplazado y se jugó el 1 de mayo, días antes de la disputa de la decimoséptima (17ª) fecha.
11. 1 2  El partido Once Caldas vs. Llaneros por la decimosexta (16ª) fecha fue adelantado y se jugó el 27 de marzo, días antes de la disputa de la undécima (11ª) fecha.
12. 1 2  El partido Alianza Valledupar vs. Fortaleza CEIF por la cuarta (4ª) fecha fue aplazado y se jugó el 26 de marzo, durante la disputa de la décima (10ª) fecha.

### Resultados
- La hora de cada encuentro corresponde al huso horario que rige a Colombia (UTC-5)

Nota: Los horarios se definen la semana previa a cada jornada. Todos los partidos son transmitidos en vivo por Win+ Fútbol. El canal Win Sports transmite 5 partidos en vivo por fecha.
| Boyacá Chicó       | 1 : 0 | Atlético Bucaramanga   | La Independencia               | 24 de enero   | 19:20 | Win Sports y Win+ Fútbol |
| América de Cali    | 4 : 3 | Llaneros               | Olímpico Pascual Guerrero      | 25 de enero   | 17:00 | Win+ Fútbol              |
| Atlético Nacional  | 4 : 0 | Once Caldas            | Atanasio Girardot              | 25 de enero   | 19:30 | Win+ Fútbol              |
| Santa Fe           | 2 : 1 | Deportivo Pereira      | Nemesio Camacho El Campín      | 26 de enero   | 15:00 | Win+ Fútbol              |
| Junior             | 0 : 0 | Deportivo Cali         | Metropolitano Roberto Meléndez | 26 de enero   | 17:10 | Win+ Fútbol              |
| Alianza Valledupar | 1 : 1 | Independiente Medellín | Armando Maestre Pavajeau       | 26 de enero   | 19:20 | Win Sports y Win+ Fútbol |
| Águilas Doradas    | 1 : 1 | La Equidad             | Alberto Grisales               | 27 de enero   | 18:00 | Win Sports y Win+ Fútbol |
| Deportes Tolima    | 2 : 0 | Deportivo Pasto        | Manuel Murillo Toro            | 27 de enero   | 20:10 | Win Sports y Win+ Fútbol |
| Fortaleza CEIF     | 0 : 0 | Envigado F. C.         | Metropolitano de Techo         | 28 de enero   | 20:00 | Win Sports y Win+ Fútbol |
| Unión Magdalena    | 1 : 3 | Millonarios            | Sierra Nevada                  | 20 de febrero | 18:30 | Win+ Fútbol              |

| Santa Fe               | 0 : 0 | Deportes Tolima    | Nemesio Camacho El Campín      | 31 de enero  | 19:30 | Win Sports y Win+ Fútbol |
| Once Caldas            | 2 : 1 | Fortaleza CEIF     | Palogrande                     | 1 de febrero | 15:00 | Win Sports y Win+ Fútbol |
| Deportivo Pasto        | 0 : 1 | Millonarios        | Departamental Libertad         | 1 de febrero | 17:10 | Win+ Fútbol              |
| Junior                 | 2 : 2 | Águilas Doradas    | Metropolitano Roberto Meléndez | 1 de febrero | 19:20 | Win+ Fútbol              |
| La Equidad             | 0 : 1 | Atlético Nacional  | Nemesio Camacho El Campín      | 2 de febrero | 14:00 | Win+ Fútbol              |
| Deportivo Cali         | 1 : 0 | Envigado F. C.     | Deportivo Cali                 | 2 de febrero | 16:10 | Win Sports y Win+ Fútbol |
| Independiente Medellín | 3 : 0 | Boyacá Chicó       | Atanasio Girardot              | 2 de febrero | 18:20 | Win+ Fútbol              |
| Atlético Bucaramanga   | 0 : 4 | América de Cali    | Américo Montanini              | 2 de febrero | 20:30 | Win+ Fútbol              |
| Deportivo Pereira      | 0 : 0 | Alianza Valledupar | Hernán Ramírez Villegas        | 3 de febrero | 18:30 | Win Sports y Win+ Fútbol |
| Llaneros               | 2 : 0 | Unión Magdalena    | Bello Horizonte - Rey Pelé     | 3 de febrero | 20:30 | Win Sports y Win+ Fútbol |

| Águilas Doradas   | 0 : 0 | Santa Fe               | Alberto Grisales          | 7 de febrero | 18:00 | Win Sports y Win+ Fútbol |
| Deportes Tolima   | 3 : 1 | Alianza Valledupar     | Manuel Murillo Toro       | 7 de febrero | 20:10 | Win Sports y Win+ Fútbol |
| Boyacá Chicó      | 2 : 2 | Llaneros               | La Independencia          | 8 de febrero | 14:00 | Win Sports y Win+ Fútbol |
| América de Cali   | 1 : 1 | Deportivo Pasto        | Olímpico Pascual Guerrero | 8 de febrero | 16:10 | Win+ Fútbol              |
| Unión Magdalena   | 0 : 0 | Junior                 | Sierra Nevada             | 8 de febrero | 18:20 | Win+ Fútbol              |
| Millonarios       | 2 : 1 | La Equidad             | Nemesio Camacho El Campín | 8 de febrero | 20:30 | Win+ Fútbol              |
| Envigado F. C.    | 0 : 1 | Independiente Medellín | Polideportivo Sur         | 9 de febrero | 14:00 | Win Sports y Win+ Fútbol |
| Once Caldas       | 2 : 1 | Atlético Bucaramanga   | Palogrande                | 9 de febrero | 16:10 | Win+ Fútbol              |
| Fortaleza CEIF    | 1 : 0 | Deportivo Cali         | Metropolitano de Techo    | 9 de febrero | 18:20 | Win Sports y Win+ Fútbol |
| Atlético Nacional | 3 : 0 | Deportivo Pereira      | Atanasio Girardot         | 9 de febrero | 20:30 | Win+ Fútbol              |

| Llaneros               | 2 : 2 | Millonarios          | Bello Horizonte - Rey Pelé     | 11 de febrero | 19:30 | Win+ Fútbol              |
| Deportivo Pasto        | 3 : 0 | Boyacá Chicó         | Departamental Libertad         | 12 de febrero | 16:30 | Win Sports y Win+ Fútbol |
| Independiente Medellín | 1 : 1 | Unión Magdalena      | Atanasio Girardot              | 12 de febrero | 18:30 | Win Sports y Win+ Fútbol |
| Santa Fe               | 2 : 2 | Atlético Nacional    | Nemesio Camacho El Campín      | 12 de febrero | 20:30 | Win+ Fútbol              |
| La Equidad             | 2 : 3 | Envigado F. C.       | Metropolitano de Techo         | 13 de febrero | 16:30 | Win Sports y Win+ Fútbol |
| Junior                 | 2 : 0 | Once Caldas          | Metropolitano Roberto Meléndez | 13 de febrero | 18:30 | Win+ Fútbol              |
| Deportivo Pereira      | 0 : 0 | Deportes Tolima      | Hernán Ramírez Villegas        | 13 de febrero | 20:30 | Win Sports y Win+ Fútbol |
| Deportivo Cali         | 0 : 0 | Atlético Bucaramanga | Deportivo Cali                 | 14 de febrero | 19:30 | Win+ Fútbol              |
| Alianza Valledupar     | 0 : 0 | Fortaleza CEIF       | Armando Maestre Pavajeau       | 26 de marzo   | 16:00 | Win Sports y Win+ Fútbol |
| Águilas Doradas        | 0 : 1 | América de Cali      | Alberto Grisales               | 30 de abril   | 18:00 | Win+ Fútbol              |

| América de Cali      | 2 : 0 | Santa Fe               | Olímpico Pascual Guerrero  | 15 de febrero | 16:00 | Win+ Fútbol              |
| Millonarios          | 0 : 1 | Independiente Medellín | Nemesio Camacho El Campín  | 15 de febrero | 20:10 | Win+ Fútbol              |
| Unión Magdalena      | 0 : 0 | La Equidad             | Sierra Nevada              | 16 de febrero | 17:10 | Win Sports y Win+ Fútbol |
| Envigado F. C.       | 0 : 1 | Deportivo Pasto        | Polideportivo Sur          | 17 de febrero | 16:00 | Win Sports y Win+ Fútbol |
| Fortaleza CEIF       | 2 : 1 | Águilas Doradas        | Metropolitano de Techo     | 17 de febrero | 20:10 | Win Sports y Win+ Fútbol |
| Atlético Bucaramanga | 0 : 0 | Alianza Valledupar     | Álvaro Gómez Hurtado       | 18 de febrero | 16:00 | Win Sports y Win+ Fútbol |
| Llaneros             | 0 : 1 | Deportivo Cali         | Bello Horizonte - Rey Pelé | 18 de febrero | 18:10 | Win+ Fútbol              |
| Boyacá Chicó         | 0 : 2 | Junior                 | La Independencia           | 18 de febrero | 20:20 | Win Sports y Win+ Fútbol |
| Once Caldas          | 3 : 1 | Deportivo Pereira      | Palogrande                 | 19 de febrero | 20:10 | Win+ Fútbol              |
| Atlético Nacional    | 4 : 3 | Deportes Tolima        | Atanasio Girardot          | 19 de marzo   | 20:30 | Win+ Fútbol              |

| La Equidad             | 0 : 1 | Boyacá Chicó         | Metropolitano de Techo         | 21 de febrero | 19:30 | Win Sports y Win+ Fútbol |
| Águilas Doradas        | 0 : 1 | Once Caldas          | Alberto Grisales               | 22 de febrero | 18:20 | Win+ Fútbol              |
| Deportivo Pereira      | 2 : 0 | Fortaleza CEIF       | Hernán Ramírez Villegas        | 22 de febrero | 20:30 | Win+ Fútbol              |
| Alianza Valledupar     | 3 : 2 | Atlético Nacional    | Armando Maestre Pavajeau       | 23 de febrero | 16:00 | Win+ Fútbol              |
| Deportivo Cali         | 3 : 1 | Millonarios          | Deportivo Cali                 | 23 de febrero | 18:10 | Win+ Fútbol              |
| Deportes Tolima        | 0 : 0 | América de Cali      | Manuel Murillo Toro            | 23 de febrero | 20:20 | Win+ Fútbol              |
| Junior                 | 1 : 2 | Envigado F. C.       | Metropolitano Roberto Meléndez | 24 de febrero | 19:30 | Win Sports y Win+ Fútbol |
| Deportivo Pasto        | 2 : 1 | Unión Magdalena      | Departamental Libertad         | 25 de febrero | 19:30 | Win Sports y Win+ Fútbol |
| Independiente Medellín | 3 : 0 | Llaneros             | Atanasio Girardot              | 27 de febrero | 20:00 | Win Sports y Win+ Fútbol |
| Santa Fe               | 1 : 1 | Atlético Bucaramanga | Nemesio Camacho El Campín      | 19 de marzo   | 18:30 | Win Sports y Win+ Fútbol |

| Envigado F. C.         | 1 : 7 | Santa Fe           | Polideportivo Sur          | 28 de febrero | 16:10 | Win Sports y Win+ Fútbol |
| Boyacá Chicó           | 1 : 1 | Águilas Doradas    | La Independencia           | 28 de febrero | 20:10 | Win Sports y Win+ Fútbol |
| Atlético Bucaramanga   | 1 : 1 | Junior             | Álvaro Gómez Hurtado       | 1 de marzo    | 15:00 | Win Sports y Win+ Fútbol |
| América de Cali        | 2 : 0 | Deportivo Pereira  | Olímpico Pascual Guerrero  | 1 de marzo    | 20:00 | Win+ Fútbol              |
| Once Caldas            | 1 : 2 | Alianza Valledupar | Palogrande                 | 2 de marzo    | 15:00 | Win Sports y Win+ Fútbol |
| Millonarios            | 2 : 0 | Deportes Tolima    | Nemesio Camacho El Campín  | 2 de marzo    | 17:30 | Win+ Fútbol              |
| Unión Magdalena        | 2 : 2 | Deportivo Cali     | Sierra Nevada              | 3 de marzo    | 17:00 | Win Sports y Win+ Fútbol |
| Independiente Medellín | 1 : 0 | Deportivo Pasto    | Atanasio Girardot          | 3 de marzo    | 19:30 | Win+ Fútbol              |
| Llaneros               | 1 : 0 | La Equidad         | Bello Horizonte - Rey Pelé | 4 de marzo    | 18:30 | Win+ Fútbol              |
| Fortaleza CEIF         | 1 : 5 | Atlético Nacional  | Nemesio Camacho El Campín  | 4 de marzo    | 20:30 | Win+ Fútbol              |

| Águilas Doradas    | 0 : 1 | Atlético Bucaramanga   | Alberto Grisales               | 7 de marzo  | 19:30 | Win Sports y Win+ Fútbol |
| Deportivo Pereira  | 2 : 0 | Envigado F. C.         | Hernán Ramírez Villegas        | 8 de marzo  | 14:00 | Win Sports y Win+ Fútbol |
| Alianza Valledupar | 1 : 0 | Unión Magdalena        | Armando Maestre Pavajeau       | 8 de marzo  | 16:10 | Win+ Fútbol              |
| Deportivo Pasto    | 1 : 0 | Llaneros               | Departamental Libertad         | 8 de marzo  | 18:20 | Win+ Fútbol              |
| La Equidad         | 0 : 0 | Independiente Medellín | Metropolitano de Techo         | 8 de marzo  | 20:30 | Win+ Fútbol              |
| Santa Fe           | 2 : 0 | Fortaleza CEIF         | Nemesio Camacho El Campín      | 9 de marzo  | 15:00 | Win Sports y Win+ Fútbol |
| Junior             | 2 : 1 | Millonarios            | Metropolitano Roberto Meléndez | 9 de marzo  | 17:30 | Win+ Fútbol              |
| Atlético Nacional  | 1 : 0 | América de Cali        | Atanasio Girardot              | 9 de marzo  | 19:45 | Win+ Fútbol              |
| Deportivo Cali     | 0 : 0 | Boyacá Chicó           | Deportivo Cali                 | 10 de marzo | 18:20 | Win Sports y Win+ Fútbol |
| Deportes Tolima    | 2 : 0 | Once Caldas            | Manuel Murillo Toro            | 10 de marzo | 20:30 | Win Sports y Win+ Fútbol |

| Atlético Bucaramanga   | 0 : 1 | Deportivo Pereira  | Américo Montanini          | 14 de marzo | 18:30 | Win Sports y Win+ Fútbol |
| Deportivo Pasto        | 2 : 1 | La Equidad         | Departamental Libertad     | 14 de marzo | 20:30 | Win Sports y Win+ Fútbol |
| Envigado F. C.         | 0 : 0 | Atlético Nacional  | Polideportivo Sur          | 15 de marzo | 14:00 | Win+ Fútbol              |
| Fortaleza CEIF         | 1 : 1 | Deportes Tolima    | Metropolitano de Techo     | 15 de marzo | 16:10 | Win Sports y Win+ Fútbol |
| América de Cali        | 3 : 0 | Alianza Valledupar | Olímpico Pascual Guerrero  | 15 de marzo | 18:20 | Win+ Fútbol              |
| Once Caldas            | 0 : 1 | Santa Fe           | Palogrande                 | 15 de marzo | 20:30 | Win+ Fútbol              |
| Millonarios            | 1 : 0 | Águilas Doradas    | Nemesio Camacho El Campín  | 16 de marzo | 14:00 | Win+ Fútbol              |
| Unión Magdalena        | 1 : 1 | Boyacá Chicó       | Sierra Nevada              | 16 de marzo | 16:10 | Win+ Fútbol              |
| Independiente Medellín | 0 : 0 | Deportivo Cali     | Atanasio Girardot          | 16 de marzo | 18:20 | Win+ Fútbol              |
| Llaneros               | 0 : 1 | Junior             | Bello Horizonte - Rey Pelé | 16 de marzo | 20:30 | Win Sports y Win+ Fútbol |

| Boyacá Chicó       | 0 : 0 | Deportivo Pasto        | La Independencia               | 22 de marzo | 14:00 | Win Sports y Win+ Fútbol |
| La Equidad         | 1 : 1 | Fortaleza CEIF         | Metropolitano de Techo         | 22 de marzo | 16:10 | Win Sports y Win+ Fútbol |
| Deportivo Pereira  | 1 : 1 | Once Caldas            | Hernán Ramírez Villegas        | 22 de marzo | 18:20 | Win Sports y Win+ Fútbol |
| Santa Fe           | 3 : 2 | Millonarios            | Nemesio Camacho El Campín      | 22 de marzo | 20:30 | Win+ Fútbol              |
| Alianza Valledupar | 1 : 2 | Atlético Bucaramanga   | Armando Maestre Pavajeau       | 23 de marzo | 15:30 | Win+ Fútbol              |
| Atlético Nacional  | 1 : 1 | Independiente Medellín | Atanasio Girardot              | 23 de marzo | 17:45 | Win+ Fútbol              |
| Águilas Doradas    | 1 : 0 | Envigado F. C.         | Alberto Grisales               | 23 de marzo | 20:00 | Win Sports y Win+ Fútbol |
| Deportes Tolima    | 1 : 0 | Llaneros               | Manuel Murillo Toro            | 24 de marzo | 16:00 | Win Sports y Win+ Fútbol |
| Deportivo Cali     | 1 : 1 | América de Cali        | Deportivo Cali                 | 24 de marzo | 18:10 | Win+ Fútbol              |
| Junior             | 2 : 1 | Unión Magdalena        | Metropolitano Roberto Meléndez | 26 de marzo | 18:30 | Win+ Fútbol              |

| Atlético Bucaramanga   | 2 : 0 | Atlético Nacional  | Américo Montanini         | 28 de marzo | 19:30 | Win+ Fútbol              |
| Deportivo Pasto        | 1 : 1 | Deportivo Cali     | Departamental Libertad    | 29 de marzo | 18:05 | Win+ Fútbol              |
| Independiente Medellín | 0 : 0 | Águilas Doradas    | Atanasio Girardot         | 29 de marzo | 20:10 | Win Sports y Win+ Fútbol |
| Millonarios            | 2 : 0 | Alianza Valledupar | Nemesio Camacho El Campín | 30 de marzo | 15:30 | Win+ Fútbol              |
| Unión Magdalena        | 0 : 1 | Santa Fe           | Sierra Nevada             | 30 de marzo | 17:45 | Win Sports y Win+ Fútbol |
| América de Cali        | 1 : 0 | Fortaleza CEIF     | Olímpico Pascual Guerrero | 30 de marzo | 20:00 | Win+ Fútbol              |
| La Equidad             | 0 : 1 | Junior             | Metropolitano de Techo    | 31 de marzo | 19:30 | Win+ Fútbol              |
| Llaneros               | 2 : 1 | Deportivo Pereira  | Metropolitano de Techo    | 1 de abril  | 18:00 | Win Sports y Win+ Fútbol |
| Boyacá Chicó           | 1 : 4 | Deportes Tolima    | La Independencia          | 1 de abril  | 20:10 | Win Sports y Win+ Fútbol |
| Envigado F. C.         | 1 : 2 | Once Caldas        | Polideportivo Sur         | 1 de mayo   | 14:00 | Win Sports y Win+ Fútbol |

| Alianza Valledupar | 1 : 2 | Envigado F. C.         | Armando Maestre Pavajeau       | 4 de abril | 16:00 | Win+ Fútbol              |
| Santa Fe           | 1 : 1 | Deportivo Pasto        | Nemesio Camacho El Campín      | 4 de abril | 19:00 | Win+ Fútbol              |
| Atlético Nacional  | 1 : 0 | Unión Magdalena        | Atanasio Girardot              | 5 de abril | 14:00 | Win+ Fútbol              |
| Deportivo Cali     | 3 : 1 | La Equidad             | Deportivo Cali                 | 5 de abril | 16:10 | Win Sports y Win+ Fútbol |
| Once Caldas        | 3 : 0 | América de Cali        | Palogrande                     | 5 de abril | 18:20 | Win+ Fútbol              |
| Deportes Tolima    | 2 : 1 | Atlético Bucaramanga   | Manuel Murillo Toro            | 5 de abril | 20:30 | Win Sports y Win+ Fútbol |
| Deportivo Pereira  | 1 : 1 | Boyacá Chicó           | Hernán Ramírez Villegas        | 6 de abril | 14:00 | Win Sports y Win+ Fútbol |
| Fortaleza CEIF     | 0 : 2 | Millonarios            | Metropolitano de Techo         | 6 de abril | 16:10 | Win+ Fútbol              |
| Junior             | 1 : 0 | Independiente Medellín | Metropolitano Roberto Meléndez | 6 de abril | 18:20 | Win Sports y Win+ Fútbol |
| Águilas Doradas    | 1 : 2 | Llaneros               | Alberto Grisales               | 6 de abril | 20:30 | Win Sports y Win+ Fútbol |

| La Equidad             | 2 : 1 | Santa Fe           | Metropolitano de Techo       | 10 de abril | 19:00 | Win Sports y Win+ Fútbol |
| Llaneros               | 0 : 1 | Alianza Valledupar | Parque Estadio Olaya Herrera | 11 de abril | 18:00 | Win Sports y Win+ Fútbol |
| Deportivo Cali         | 0 : 0 | Águilas Doradas    | Deportivo Cali               | 11 de abril | 20:10 | Win+ Fútbol              |
| Envigado F. C.         | 1 : 1 | América de Cali    | Polideportivo Sur            | 12 de abril | 14:00 | Win+ Fútbol              |
| Unión Magdalena        | 2 : 2 | Deportivo Pereira  | Sierra Nevada                | 12 de abril | 16:10 | Win+ Fútbol              |
| Deportivo Pasto        | 3 : 3 | Junior             | Departamental Libertad       | 12 de abril | 18:20 | Win+ Fútbol              |
| Boyacá Chicó           | 0 : 0 | Once Caldas        | La Independencia             | 12 de abril | 20:30 | Win Sports y Win+ Fútbol |
| Millonarios            | 0 : 0 | Atlético Nacional  | Nemesio Camacho El Campín    | 13 de abril | 18:00 | Win+ Fútbol              |
| Atlético Bucaramanga   | 4 : 0 | Fortaleza CEIF     | Américo Montanini            | 13 de abril | 20:10 | Win Sports y Win+ Fútbol |
| Independiente Medellín | 0 : 1 | Deportes Tolima    | Atanasio Girardot            | 15 de mayo  | 19:30 | Win Sports y Win+ Fútbol |

| Santa Fe             | 1 : 2 | Independiente Medellín | Nemesio Camacho El Campín | 14 de abril | 19:00 | Win+ Fútbol              |
| Alianza Valledupar   | 1 : 0 | Deportivo Pasto        | Armando Maestre Pavajeau  | 15 de abril | 16:00 | Win+ Fútbol              |
| Deportivo Pereira    | 2 : 0 | Deportivo Cali         | Hernán Ramírez Villegas   | 15 de abril | 18:15 | Win Sports y Win+ Fútbol |
| Deportes Tolima      | 0 : 0 | Junior                 | Manuel Murillo Toro       | 15 de abril | 20:30 | Win+ Fútbol              |
| Águilas Doradas      | 1 : 1 | Unión Magdalena        | Alberto Grisales          | 16 de abril | 14:00 | Win Sports y Win+ Fútbol |
| Once Caldas          | 3 : 0 | La Equidad             | Palogrande                | 16 de abril | 16:10 | Win+ Fútbol              |
| Atlético Nacional    | 4 : 1 | Boyacá Chicó           | Atanasio Girardot         | 16 de abril | 18:20 | Win Sports y Win+ Fútbol |
| América de Cali      | 0 : 0 | Millonarios            | Olímpico Pascual Guerrero | 16 de abril | 20:30 | Win+ Fútbol              |
| Atlético Bucaramanga | 1 : 0 | Envigado F. C.         | Américo Montanini         | 17 de abril | 16:00 | Win Sports y Win+ Fútbol |
| Fortaleza CEIF       | 1 : 0 | Llaneros               | Metropolitano de Techo    | 17 de abril | 19:00 | Win Sports y Win+ Fútbol |

| La Equidad             | 2 : 0 | América de Cali      | Nemesio Camacho El Campín      | 19 de abril | 16:00 | Win+ Fútbol              |
| Junior                 | 2 : 0 | Alianza Valledupar   | Metropolitano Roberto Meléndez | 19 de abril | 18:10 | Win Sports y Win+ Fútbol |
| Independiente Medellín | 2 : 0 | Once Caldas          | Atanasio Girardot              | 19 de abril | 20:20 | Win Sports y Win+ Fútbol |
| Envigado F. C.         | 3 : 1 | Deportes Tolima      | Polideportivo Sur              | 20 de abril | 14:00 | Win Sports y Win+ Fútbol |
| Unión Magdalena        | 1 : 1 | Atlético Bucaramanga | Sierra Nevada                  | 20 de abril | 16:15 | Win+ Fútbol              |
| Deportivo Cali         | 1 : 0 | Atlético Nacional    | Deportivo Cali                 | 20 de abril | 18:20 | Win+ Fútbol              |
| Boyacá Chicó           | 0 : 2 | Fortaleza CEIF       | La Independencia               | 21 de abril | 18:00 | Win Sports y Win+ Fútbol |
| Deportivo Pasto        | 1 : 0 | Águilas Doradas      | Departamental Libertad         | 21 de abril | 20:10 | Win Sports y Win+ Fútbol |
| Llaneros               | 0 : 1 | Santa Fe             | Bello Horizonte - Rey Pelé     | 30 de abril | 20:10 | Win+ Fútbol              |
| Millonarios            | 0 : 0 | Deportivo Pereira    | Nemesio Camacho El Campín      | 8 de mayo   | 19:30 | Win+ Fútbol              |

| Once Caldas          | 1 : 0 | Llaneros               | Palogrande                | 27 de marzo | 18:00 | Win+ Fútbol              |
| Envigado F. C.       | 2 : 1 | Unión Magdalena        | Polideportivo Sur         | 26 de abril | 14:00 | Win Sports y Win+ Fútbol |
| Alianza Valledupar   | 0 : 0 | Águilas Doradas        | Armando Maestre Pavajeau  | 26 de abril | 16:10 | Win Sports y Win+ Fútbol |
| Deportes Tolima      | 2 : 1 | La Equidad             | Manuel Murillo Toro       | 26 de abril | 18:20 | Win Sports y Win+ Fútbol |
| Deportivo Pereira    | 1 : 0 | Junior                 | Hernán Ramírez Villegas   | 26 de abril | 20:30 | Win+ Fútbol              |
| Santa Fe             | 0 : 0 | Boyacá Chicó           | Nemesio Camacho El Campín | 27 de abril | 14:00 | Win Sports y Win+ Fútbol |
| Fortaleza CEIF       | 0 : 0 | Independiente Medellín | Metropolitano de Techo    | 27 de abril | 16:10 | Win+ Fútbol              |
| América de Cali      | 2 : 0 | Deportivo Cali         | Olímpico Pascual Guerrero | 27 de abril | 18:20 | Win+ Fútbol              |
| Atlético Bucaramanga | 0 : 2 | Millonarios            | Américo Montanini         | 27 de abril | 20:30 | Win Sports y Win+ Fútbol |
| Atlético Nacional    | 3 : 0 | Deportivo Pasto        | Atanasio Girardot         | 29 de abril | 19:30 | Win+ Fútbol              |

| Millonarios            | 2 : 0        | Santa Fe             | Nemesio Camacho El Campín      | 26 de marzo | 20:30 | Win+ Fútbol              |
| La Equidad             | 0 : 2        | Alianza Valledupar   | Metropolitano de Techo         | 2 de mayo   | 19:00 | Win Sports y Win+ Fútbol |
| Llaneros               | 2 : 1        | Atlético Bucaramanga | Bello Horizonte - Rey Pelé     | 3 de mayo   | 16:00 | Win Sports y Win+ Fútbol |
| Deportivo Cali         | 1 : 1        | Deportes Tolima      | Deportivo Cali                 | 3 de mayo   | 18:10 | Win+ Fútbol              |
| Junior                 | 0 : 0        | América de Cali      | Metropolitano Roberto Meléndez | 3 de mayo   | 20:30 | Win+ Fútbol              |
| Deportivo Pasto        | 1 : 0        | Fortaleza CEIF       | Departamental Libertad         | 4 de mayo   | 14:00 | Win+ Fútbol              |
| Independiente Medellín | 1 : 1        | Atlético Nacional    | Atanasio Girardot              | 4 de mayo   | 16:10 | Win+ Fútbol              |
| Unión Magdalena        | 0 : 3 (W.O.) | Once Caldas          | Sierra Nevada                  | 4 de mayo   | 18:20 | Win Sports y Win+ Fútbol |
| Águilas Doradas        | 3 : 3        | Deportivo Pereira    | Alberto Grisales               | 4 de mayo   | 20:30 | Win Sports y Win+ Fútbol |
| Boyacá Chicó           | 1 : 0        | Envigado F. C.       | La Independencia               | 5 de mayo   | 20:00 | Win Sports y Win+ Fútbol |

| América de Cali      | 3 : 0 | Boyacá Chicó           | Olímpico Pascual Guerrero | 27 de marzo | 20:10 | Win+ Fútbol              |
| Deportes Tolima      | 3 : 1 | Unión Magdalena        | Manuel Murillo Toro       | 9 de mayo   | 18:20 | Win Sports y Win+ Fútbol |
| Atlético Bucaramanga | 2 : 0 | Independiente Medellín | Américo Montanini         | 9 de mayo   | 20:30 | Win Sports y Win+ Fútbol |
| Envigado F. C.       | 0 : 2 | Águilas Doradas        | Polideportivo Sur         | 10 de mayo  | 15:00 | Win+ Fútbol              |
| Fortaleza CEIF       | 4 : 0 | La Equidad             | Metropolitano de Techo    | 10 de mayo  | 17:10 | Win+ Fútbol              |
| Santa Fe             | 2 : 1 | Junior                 | Nemesio Camacho El Campín | 10 de mayo  | 19:20 | Win+ Fútbol              |
| Alianza Valledupar   | 2 : 0 | Deportivo Cali         | Armando Maestre Pavajeau  | 11 de mayo  | 16:00 | Win+ Fútbol              |
| Atlético Nacional    | 2 : 1 | Llaneros               | Atanasio Girardot         | 11 de mayo  | 18:00 | Win Sports y Win+ Fútbol |
| Once Caldas          | 2 : 2 | Millonarios            | Palogrande                | 11 de mayo  | 20:20 | Win+ Fútbol              |
| Deportivo Pereira    | 1 : 0 | Deportivo Pasto        | Hernán Ramírez Villegas   | 13 de mayo  | 19:30 | Win Sports y Win+ Fútbol |

| Junior                 | 2 : 1 | Fortaleza CEIF       | Metropolitano Roberto Meléndez | 16 de mayo | 18:10 | Win Sports y Win+ Fútbol |
| Millonarios            | 1 : 0 | Envigado F. C.       | Nemesio Camacho El Campín      | 16 de mayo | 20:15 | Win+ Fútbol              |
| La Equidad             | 1 : 4 | Atlético Bucaramanga | Metropolitano de Techo         | 17 de mayo | 15:45 | Win+ Fútbol              |
| Deportivo Cali         | 0 : 2 | Santa Fe             | Deportivo Cali                 | 17 de mayo | 18:00 | Win+ Fútbol              |
| Boyacá Chicó           | 2 : 1 | Alianza Valledupar   | La Independencia               | 17 de mayo | 20:10 | Win Sports y Win+ Fútbol |
| Águilas Doradas        | 2 : 1 | Atlético Nacional    | Alberto Grisales               | 18 de mayo | 14:00 | Win+ Fútbol              |
| Deportivo Pasto        | 2 : 1 | Once Caldas          | Departamental Libertad         | 18 de mayo | 18:10 | Win+ Fútbol              |
| Unión Magdalena        | 0 : 2 | América de Cali      | Sierra Nevada                  | 18 de mayo | 20:15 | Win Sports y Win+ Fútbol |
| Llaneros               | 1 : 3 | Deportes Tolima      | Bello Horizonte - Rey Pelé     | 19 de mayo | 18:00 | Win Sports y Win+ Fútbol |
| Independiente Medellín | 2 : 0 | Deportivo Pereira    | Atanasio Girardot              | 19 de mayo | 20:05 | Win Sports y Win+ Fútbol |

| Deportivo Pereira    | 3 : 0 | La Equidad             | Hernán Ramírez Villegas   | 23 de mayo | 18:30 | Win Sports y Win+ Fútbol            |
| Envigado F. C.       | 1 : 2 | Llaneros               | Polideportivo Sur         | 24 de mayo | 14:00 | Win Sports y Win+ Fútbol            |
| Fortaleza CEIF       | 0 : 1 | Unión Magdalena        | Metropolitano de Techo    | 24 de mayo | 16:00 | Win+ Fútbol                         |
| Atlético Nacional    | 2 : 3 | Junior                 | Atanasio Girardot         | 25 de mayo | 16:00 | Win+ Fútbol                         |
| América de Cali      | 2 : 0 | Independiente Medellín | Olímpico Pascual Guerrero | 25 de mayo | 16:00 | Win Sports, Win Play y Winsports.co |
| Millonarios          | 4 : 2 | Boyacá Chicó           | Nemesio Camacho El Campín | 25 de mayo | 16:00 | Win Sports, Win Play y Winsports.co |
| Alianza Valledupar   | 6 : 1 | Santa Fe               | Armando Maestre Pavajeau  | 25 de mayo | 16:00 | Win Sports, Win Play y Winsports.co |
| Atlético Bucaramanga | 2 : 1 | Deportivo Pasto        | Américo Montanini         | 25 de mayo | 16:00 | Win Sports, Win Play y Winsports.co |
| Once Caldas          | 1 : 0 | Deportivo Cali         | Palogrande                | 25 de mayo | 16:00 | Win Sports, Win Play y Winsports.co |
| Deportes Tolima      | 1 : 2 | Águilas Doradas        | Manuel Murillo Toro       | 25 de mayo | 16:00 | Win Sports, Win Play y Winsports.co |

## Cuadrangulares semifinales
- La hora de cada encuentro corresponde al huso horario que rige a Colombia (UTC-5).

La segunda fase del Torneo Apertura 2025 fueron los cuadrangulares semifinales. Estos los disputaron los ocho mejores equipos del torneo distribuidos en dos grupos de cuatro equipos. Los dos primeros de la fase todos contra todos fueron cabezas de los grupos A y B, respectivamente, mientras que los seis equipos restantes fueron ubicados por sorteo en los dos grupos. El sorteo de los cuadrangulares semifinales se llevó a cabo el 25 de mayo de 2025, una vez finalizada la última fecha de la fase todos contra todos.
Tras tener cada grupo formado con sus cuatro equipos participantes, se llevaron a cabo enfrentamientos con el formato todos contra todos, a ida y vuelta, dando como resultado seis fechas en disputa. Los equipos ganadores de cada grupo al final de las seis fechas obtuvieron el cupo a la final del torneo.
En esta fase, los equipos cabeza de serie (América de Cali y Millonarios) tuvieron ventaja deportiva sobre sus rivales de grupo dado que en caso de un empate en puntos, la posición sería decidida a favor del equipo cabeza de serie por haber ocupado la mejor posición en la fase todos contra todos.
|  |                                     |
|  | Clasificados a la final del torneo. |
|  | Eliminados.                         |

### Grupo A
| Pos. | Equipo                 | Pts. | PJ | G | E | P | GF | GC | Dif. |  |
| ---- | ---------------------- | ---- | -- | - | - | - | -- | -- | ---- |  |
| 1    | Independiente Medellín | 14   | 6  | 4 | 2 | 0 | 9  | 4  | +5   |  |
| 2    | América de Cali        | 9    | 6  | 2 | 3 | 1 | 7  | 7  | 0    |  |
| 3    | Deportes Tolima        | 8    | 6  | 2 | 2 | 2 | 9  | 8  | +1   |  |
| 4    | Junior                 | 1    | 6  | 0 | 1 | 5 | 2  | 8  | −6   |  |

| Equipo / Jornada       | 1 | 2 | 3 | 4 | 5 | 6 |
| ---------------------- | - | - | - | - | - | - |
| Independiente Medellín | 4 | 2 | 1 | 1 | 1 | 1 |
| América de Cali        | 1 | 1 | 2 | 2 | 2 | 2 |
| Deportes Tolima        | 2 | 4 | 3 | 3 | 3 | 3 |
| Junior                 | 3 | 3 | 4 | 4 | 4 | 4 |

| Primera | Junior                 | 1 : 1 | Deportes Tolima        | Metropolitano Roberto Meléndez | 31 de mayo  | 17:30 | Win Sports y Win+ Fútbol |
| Primera | Independiente Medellín | 1 : 1 | América de Cali        | Atanasio Girardot              | 31 de mayo  | 19:45 | Win+ Fútbol              |
| Segunda | Deportes Tolima        | 1 : 3 | Independiente Medellín | Manuel Murillo Toro            | 4 de junio  | 18:10 | Win Sports y Win+ Fútbol |
| Segunda | América de Cali        | 2 : 1 | Junior                 | Olímpico Pascual Guerrero      | 4 de junio  | 20:15 | Win+ Fútbol              |
| Tercera | Deportes Tolima        | 1 : 1 | América de Cali        | Manuel Murillo Toro            | 7 de junio  | 18:15 | Win+ Fútbol              |
| Tercera | Junior                 | 0 : 1 | Independiente Medellín | Metropolitano Roberto Meléndez | 8 de junio  | 18:15 | Win+ Fútbol              |
| Cuarta  | Independiente Medellín | 1 : 0 | Junior                 | Atanasio Girardot              | 11 de junio | 18:15 | Win+ Fútbol              |
| Cuarta  | América de Cali        | 1 : 3 | Deportes Tolima        | Olímpico Pascual Guerrero      | 12 de junio | 18:20 | Win Sports y Win+ Fútbol |
| Quinta  | Independiente Medellín | 2 : 1 | Deportes Tolima        | Atanasio Girardot              | 15 de junio | 18:15 | Win Sports y Win+ Fútbol |
| Quinta  | Junior                 | 0 : 1 | América de Cali        | Metropolitano Roberto Meléndez | 15 de junio | 20:20 | Win+ Fútbol              |
| Sexta   | Deportes Tolima        | 2 : 0 | Junior                 | Manuel Murillo Toro            | 19 de junio | 16:00 | Win+ Fútbol              |
| Sexta   | América de Cali        | 1 : 1 | Independiente Medellín | Olímpico Pascual Guerrero      | 19 de junio | 20:15 | Win Sports               |

### Grupo B
| Pos. | Equipo            | Pts. | PJ | G | E | P | GF | GC | Dif. |  |
| ---- | ----------------- | ---- | -- | - | - | - | -- | -- | ---- |  |
| 1    | Santa Fe          | 12   | 6  | 4 | 0 | 2 | 8  | 6  | +2   |  |
| 2    | Millonarios       | 9    | 6  | 2 | 3 | 1 | 5  | 4  | +1   |  |
| 3    | Atlético Nacional | 8    | 6  | 2 | 2 | 2 | 5  | 5  | 0    |  |
| 4    | Once Caldas       | 3    | 6  | 0 | 3 | 3 | 4  | 7  | −3   |  |

| Equipo / Jornada  | 1 | 2 | 3 | 4 | 5 | 6 |
| ----------------- | - | - | - | - | - | - |
| Santa Fe          | 4 | 2 | 1 | 2 | 2 | 1 |
| Millonarios       | 1 | 1 | 2 | 1 | 1 | 2 |
| Atlético Nacional | 2 | 3 | 3 | 3 | 3 | 3 |
| Once Caldas       | 3 | 4 | 4 | 4 | 4 | 4 |

| Primera | Santa Fe          | 0 : 1 | Millonarios       | Nemesio Camacho El Campín | 1 de junio  | 16:05 | Win+ Fútbol              |
| Primera | Atlético Nacional | 0 : 0 | Once Caldas       | Atanasio Girardot         | 1 de junio  | 20:15 | Win+ Fútbol              |
| Segunda | Once Caldas       | 1 : 2 | Santa Fe          | Palogrande                | 5 de junio  | 18:10 | Win+ Fútbol              |
| Segunda | Millonarios       | 0 : 0 | Atlético Nacional | Nemesio Camacho El Campín | 5 de junio  | 20:15 | Win+ Fútbol              |
| Tercera | Atlético Nacional | 1 : 2 | Santa Fe          | Atanasio Girardot         | 8 de junio  | 16:05 | Win+ Fútbol              |
| Tercera | Once Caldas       | 0 : 0 | Millonarios       | Palogrande                | 8 de junio  | 20:20 | Win Sports y Win+ Fútbol |
| Cuarta  | Millonarios       | 2 : 2 | Once Caldas       | Nemesio Camacho El Campín | 11 de junio | 20:20 | Win+ Fútbol              |
| Cuarta  | Santa Fe          | 1 : 2 | Atlético Nacional | Nemesio Camacho El Campín | 12 de junio | 20:20 | Win+ Fútbol              |
| Quinta  | Santa Fe          | 1 : 0 | Once Caldas       | Nemesio Camacho El Campín | 16 de junio | 18:15 | Win+ Fútbol              |
| Quinta  | Atlético Nacional | 0 : 1 | Millonarios       | Atanasio Girardot         | 16 de junio | 20:20 | Win+ Fútbol              |
| Sexta   | Once Caldas       | 1 : 2 | Atlético Nacional | Palogrande                | 19 de junio | 18:05 | Win+ Fútbol              |
| Sexta   | Millonarios       | 1 : 2 | Santa Fe          | Nemesio Camacho El Campín | 19 de junio | 20:15 | Win+ Fútbol              |

## Final
- La hora de cada encuentro corresponde al huso horario que rige a Colombia (UTC-5).

| 24 de junio de 2025 | Santa Fe | 0:0     | Independiente Medellín | Estadio Nemesio Camacho El Campín, Bogotá                                   |                                                                             |
| 19:30               |          | Reporte |                        | Asistencia: 35 072 espectadores Árbitro(s): Diego Ulloa VAR: Keiner Jiménez | Asistencia: 35 072 espectadores Árbitro(s): Diego Ulloa VAR: Keiner Jiménez |

| 29 de junio de 2025 | Independiente Medellín | 1:2 (1:1) | Santa Fe                          | Estadio Atanasio Girardot, Medellín                                               |                                                                                   |
| 18:00               | Fydriszewski 18'       | Reporte   | - S. Mosquera 31' - Rodallega 79' | Asistencia: 44 629 espectadores Árbitro(s): Bismarks Santiago VAR: Ricardo García | Asistencia: 44 629 espectadores Árbitro(s): Bismarks Santiago VAR: Ricardo García |

|                              |
| Bandera de Colombia          |
| Campeón Santa Fe 10.º título |

## Estadísticas

### Goleadores
| Jugador         | Equipo            | Goles | PJ | Media |
| --------------- | ----------------- | ----- | -- | ----- |
| Hugo Rodallega  | Santa Fe          | 16    | 26 | 0.62  |
| Dayro Moreno    | Once Caldas       | 11    | 26 | 0.42  |
| Gonzalo Lencina | Deportes Tolima   | 10    | 24 | 0.42  |
| Edwin Cardona   | Atlético Nacional | 9     | 16 | 0.56  |
| Alfredo Morelos | Atlético Nacional | 8     | 23 | 0.35  |
| Jairo Molina    | Boyacá Chicó      | 7     | 18 | 0.39  |
| Rodrigo Holgado | América de Cali   | 7     | 19 | 0.37  |
| Duván Vergara   | América de Cali   | 7     | 22 | 0.32  |
| Leonardo Castro | Millonarios       | 6     | 10 | 0.6   |
| Radamel Falcao  | Millonarios       | 6     | 12 | 0.5   |

Fuente: Dimayor

### Asistencias
| Jugador           | Equipo            | Asistencias | PJ |
| ----------------- | ----------------- | ----------- | -- |
| Alfredo Morelos   | Atlético Nacional | 8           | 23 |
| Edwin Cardona     | Atlético Nacional | 6           | 16 |
| Bryan Urueña      | Llaneros          | 6           | 20 |
| Santiago Mosquera | Santa Fe          | 6           | 22 |
| Omar Fernández    | Santa Fe          | 6           | 25 |
| Marcos Mina       | América de Cali   | 5           | 17 |
| Brayan Rovira     | Deportes Tolima   | 5           | 20 |
| Mateo Zuleta      | Once Caldas       | 5           | 22 |
| Andrés Sarmiento  | Atlético Nacional | 4           | 16 |
| Darwin Quintero   | Deportivo Pereira | 4           | 16 |

Fuente: Dimayor

### Tripletes o más
| 28 de febrero | Hugo Rodallega | 11' 19' 45+1' 51' | Envigado F. C. | 1 : 7 | Santa Fe | [ 68 ] |